# مارك هنت (سياسي)
مارك هنت (بالإنجليزية: Mark Hunt)‏ هو محامي وسياسي أمريكي، ولد في 23 يناير 1960 في تشارلستون في الولايات المتحدة. حزبياً، نشط في الحزب الديمقراطي.

## وصلات خارجية
- الموقع الرسمي